# Å
Å (gemenform: å) [oː] (fil) är den tjugosjunde bokstaven i det svenska och finska alfabetet och den tjugonionde i det dansknorska alfabetet.

## Uttal och användning
Bokstaven å används med ungefär samma uttal i bland annat svenska, norska och danska. Å används numera även i vallonska, vilket dock har typografiska orsaker (den är tillgänglig i teckenuppsättningen) och saknar historiskt samband med de nordiska skriftspråken. Den förekommer också i bland andra nordfrisiska samt finska, lule-, skolt- och sydsamiska. Bokstaven används även i språken chamorro, bayerska och istrorumänska.

## Betydelser
Bokstaven å kan i sig utgöra ett helt ord eller en förkortning, och kan då betyda något av det följande:
- Ett mindre vattendrag, se å (vattendrag)
- Tolv platser i Sverige, fem platser i Norge och en plats i Danmark, se Å (ortnamn)
- -å förekommer också som ortnamnsefterled
- En preposition, motsvarande tyskans an och engelskans on, som i modern svenska har ersatts av på.  Ordet å används nu bara i stelnade uttryck som å ena sidan och å mina vägnar. Frasen upp å kom att uppfattas som upp på och så uppstod det nya ordet på, som konkurrerade ut å. Samma utveckling skedde i danska och norska.
- Infinitivmärket att (som i att springa) uttalas ofta som å och det skrivs emellanåt så, särskilt för att markera ovårdat eller dialektalt språk. Det utgår från en preposition at med långt a-ljud, motsvarande engelskans at och latinets ad, med betydelsen "till". Under medeltiden utvecklades ordet till åt. Infinitivmärkets moderna skriftform "att" är en kortform av det äldre āt medan den vanliga talspråksformen "å" är en kortform av det yngre åt. På danska skrivs ordet som at, uttalat "å". På norska är skriftfomen "å".[1] Funktionen som dialektalt svenskt infinitivmärke återfinns till exempel i shownamnet Det ska va gôtt å leva.
- Konjunktionen och uttalas vanligen som å och det skrivs emellanåt så, särskilt för att markera ovårdat eller dialektalt språk. Exempel: Uppåner. Orden att och och brukar förväxlas, och det förekommer hyperkorrektion av å i betydelsen "att", till "och".
- Å används som infinitivmärke på norska.
- Å är förkortning för längdenheten ångström (1 · 10-10 m), uppkallad efter den svenske fysikern Anders Jonas Ångström

## Historia

Bokstäverna å, ä och ö på ett svenskt/finskt tangentbord.

Bokstaven Å har sitt ursprung i ett långt a-ljud, vilket på medeltiden skrevs som aa på de skandinaviska språken. När långa vokaler senare slutade att skrivas med dubbla bokstäver hade det långa a-ljudet förändrats till dagens å-ljud. I likhet med ä och ö (ursprungligen skrivna som ae respektive oe eller som ligaturerna æ resp. œ) bildades en ny bokstav för att representera det tidigare aa genom att en bokstav placerades över en annan för att bilda ett nytt grafem. Bokstäverna ö respektive ä uppstod för att man ville representera ljud som var mellanting mellan [a] respektive [o] och [e]. De e som användes till en början förenklades efterhand till enbart två prickar. Långa aa ersattes i början av 1500-talet i tryckt svenska med ett a försett med ett litet o ovanför för att illustrera det nya [o]-liknande ljudet.
Aa användes som tecken för bokstaven å i norska fram till 1917 och i danska fram till 1948; exempel: "Ad Landeveje og paa Staalskinner; Fra Barkbaad til Oceandamper". Skrivsättet är fortfarande vanligt för Å/å i namn, till exempel "Braaten", "Aabenraa" och "Aalborg". Aa används även i den maskinella koden på svenska pass om passinnehavarens namn innehåller å. Till exempel så blir Ågren "Aagren" i maskinfältet.

## Datoranvändning
I datorer används varierande värden för att representera Å och å beroende på vilken teckenkodning som används – om de alls kan representeras. Med Unicode lagras Å med kodpunkten U+00C5 och å med kodpunkten U+00E5. Med den väletablerade, äldre kodningen Latin-1 används 197 för Å och 229 för å (C5 och E5 hexadecimalt).
Apples operativsystem Mac OS Classic använde tidigare en teckenkodning kallad Mac Roman där Å och å gavs värdena 81 och 8C (hexadecimalt). Den ersattes i Mac OS X av UTF-8.
I äldre (fram till sent 1980-tal) svenska dataprogram användes ofta ISO/IEC 646, svensk variant, och där användes 93 (decimalt) för Å och 125 (decimalt) för å. De nationella varianterna av ISO/IEC 646, är dock mycket föråldrade och används knappast alls längre. De har ersatts av nyare kodningar, till exempel Latin-1, Latin-9 och, numera allt oftare, UTF-8 och UTF-16.

### Fotnoter
1. ↑  Artiklarna åt och att i: Hellquist, Elof, Svensk etymologisk ordbok, 3. uppl., Gleerup, Lund, 1948.